# Queer Lion

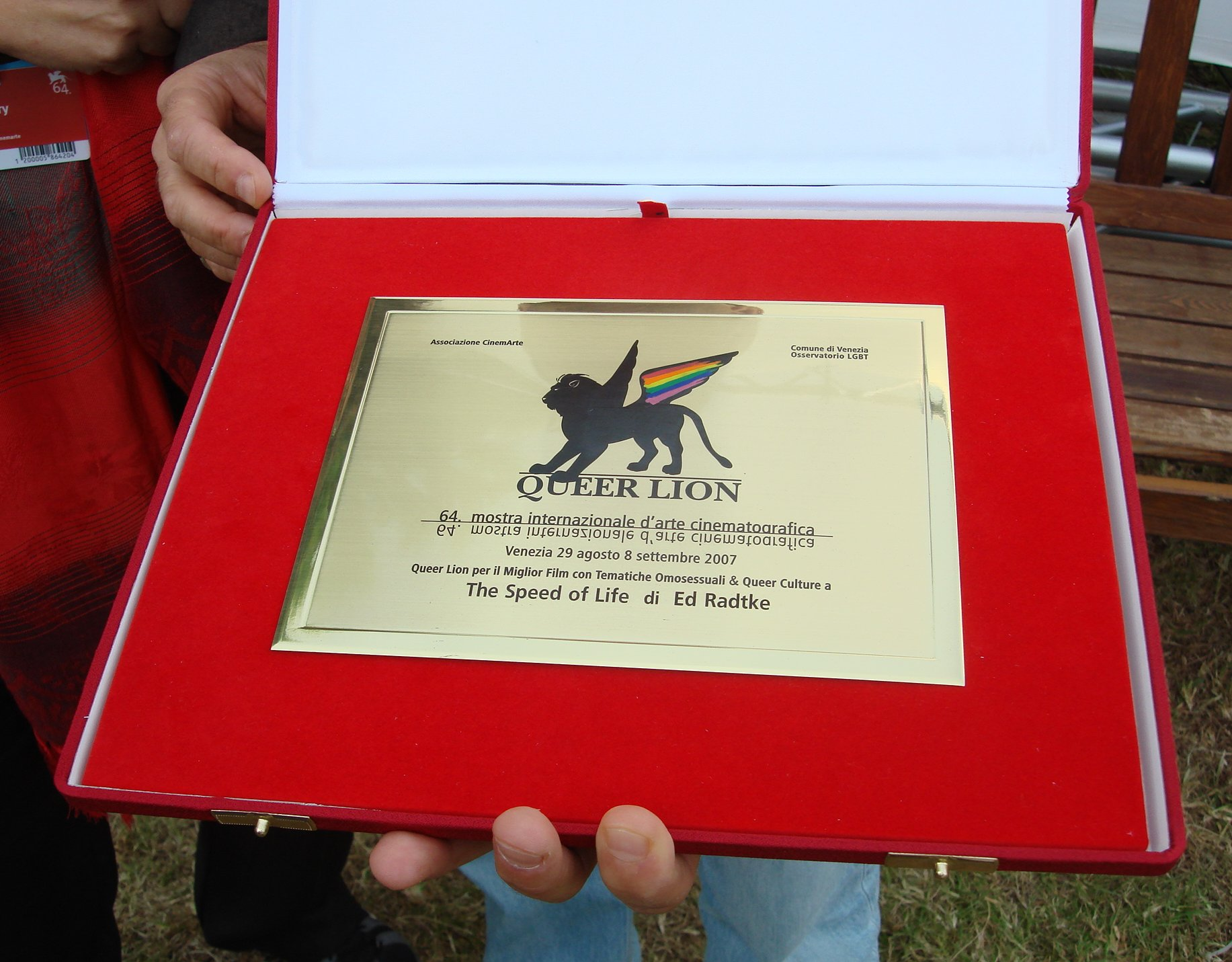
O 1º Queer Lion.

O Queer Lion é o troféu que premia o melhor filme com "temática e cultura gay" durante o Festival Internacional de Cinema de Veneza.
A ideia do prêmio surgiu em 2003 em uma entrevista dada por Daniel N. Casagrande, presidente da associação cultural CinemArte, ao diretor do Festival de Cinema de Veneza, Moritz de Hadeln. Nessa ocasião, Casagrande perguntou a Hadeln se em Veneza era permitido um novo prêmio específico para o cinema gay, como tinha acontecido 20 anos antes, em Berlim (com o prêmio Teddy Award), e desde 2000 com o Prêmio Sebastiane no Festival Internacional de Cinema de San Sebastián.

## Premiados
| Ano  | Vencedor                     | Diretor                     | País                                                 | Referência |
| ---- | ---------------------------- | --------------------------- | ---------------------------------------------------- | ---------- |
| 2007 | The Speed of Life            | Edward Radtke               | EUA                                                  | [ 3 ]      |
| 2008 | Un altro pianeta             | Stefano Tummolini           | Itália                                               | [ 4 ]      |
| 2009 | A Single Man                 | Tom Ford                    | EUA                                                  | [ 5 ]      |
| 2010 | En el futuro                 | Mauro Andrizzi              | Argentina                                            | [ 6 ]      |
| 2011 | Wilde Salomé                 | Al Pacino                   | EUA                                                  | [ 7 ]      |
| 2012 | The Weight                   | Jeon Kyu-hwan               | Coreia do Sul                                        | [ 8 ]      |
| 2013 | Philomena                    | Stephen Frears              | Reino Unido                                          | [ 9 ]      |
| 2014 | Les Nuits d'été              | Mario Fanfani               | França                                               | [ 10 ]     |
| 2015 | The Danish Girl              | Tom Hooper                  | EUA                                                  | [ 11 ]     |
| 2016 | Hjartasteinn                 | Guðmundur Arnar Guðmundsson | Islândia                                             | [ 12 ]     |
| 2017 | Marvin ou la belle éducation | Anne Fontaine               | França                                               | [ 13 ]     |
| 2018 | José                         | Cheng Li                    | Guatemala, EUA                                       | [ 14 ]     |
| 2019 | El príncipe                  | Sebastián Muñoz             | Chile                                                | [ 15 ]     |
| 2020 | The World to Come            | Mona Fastvold               | EUA                                                  | [ 16 ]     |
| 2021 | La dernière séance           | Gianluca Matarrese          | Itália, França                                       | [ 17 ]     |
| 2022 | Aus meiner Haut              | Alex Schaad                 | Alemanha                                             | [ 18 ]     |
| 2023 | Domaḱinstvo za početnici     | Goran Stolevski             | Macedônia do Norte, Polônia, Croácia, Sérvia, Kosovo | [ 19 ]     |
| 2024 | Alma del Desierto            | Mónica Taboada-Tapia        | Colômbia, Brasil                                     | [ 20 ]     |